# Ego Kill Talent
Ego Kill Talent er et Brasiliansk band dannet i 2014 af Jean Dolabella og Theo van der Loo. Bandet blev grundlagt i 2014 af Jean Dolabella (ex-Sepultura) og Theo van der Loo. Bandets navn er en forkortet version af ordet "Too much ego will kill your talent" (for meget egoisme vil dræbe dit talent). Ofte er navnet skrevet som Ego Kill Talent. Bandet er kendt for at udveksle instrumenter. I begyndelsen af 2017 udgav bandet deres første album.
Under den europæiske tur i 2018 var bandet til støtte for Shinedown under en koncert i Pumpehuset.

## Bandmedlemmer
- Jonathan Correa - Vokaler (2014-nutid)
- Theo van der Loo - Guitar / Bas (2014-nutid)
- Niper Boaventura - Guitar / Bas (2016-nutid)
- Raphael Miranda - Trommer / Bas (2014-nutid)
- Jean Dolabella - Trommer / Guitar (2014-nutid)

### Ex-band medlemmer
- Estevam Romera - Guitar / Bas (2014-2020)

## Discografi

### Albummer
- Ego Kill Talent(2017)

### Livealbummer
- Live in Europe 2017 (2018)

### EP'er
- Sublimated (2015)
- Still Here (2016)
- My Own Deceiver (2017)

### Singler
- Collision Course (2017) med Far from Alaska
- We All (Acoustic Version) (2017)
- Diamonds and Landmines (2018)

### Livesingler
- Sublimated - Live At Arènes De Nîmes (2017)
- Still Here - Live At Arènes De Nîmes (2017)
- Last Ride - Live At Arènes De Nîmes (2017)
- We All/The Searcher - Live At Melkweg (2018)
- Just To Call You Mine - Live At Melkweg (2018)
- My Own Deceiver - Live At Arènes De Nîmes (2018)